# Жучаєв Дмитро Олексійович
Дмитро Олексійович Жучаєв (нар. 25 грудня 1895, село Малі Манадиші Ардатовського повіту Симбірської губернії, тепер Мордовія, Російська Федерація — 2 лютого 1973, місто Москва, Російська Федерація) — радянський діяч, відповідальний секретар Усть-Медведицького окружного комітету РКП(б) Сталінградської губернії, начальник адміністративно-цивільного відділу Дальбуду НКВС СРСР, член ВЦВК. Член Центральної контрольної комісії ВКП(б) у 1930—1934 роках. Член Комісії радянського контролю при РНК СРСР у 1934—1938 роках.

## Життєпис
Народився в родині селянина-бідняка. У 1907 році закінчив церковноприходську школу в селі Манадиші Ардатовського повіту. Працював у сільському господарстві.
З жовтня 1913 по травень 1914 року — чорнороб сталеливарного заводу № 2 інженера Штоппера в Чорному місті (передмісті Баку). У травні — липні 1914 року — чорнороб заводу акціонерного товариства «Електросила» в Балаханах біля Баку. У серпні 1914 — січні 1916 року — чорнороб заводу акціонерного товариства «Бештау» в Балаханах. У січні — квітні 1916 року — робітник матеріального складу «Кайзер» в Баку.
У квітні — липні 1916 року — рядовий маршової роти російської армії в місті Ніколаєвську Самарської губернії.
У липні 1916 — липні 1918 року — помічник машиніста на нафтопромислах Ліанозова в Бінагаді біля Баку.
Член РСДРП(б) з листопада 1916 року.
З серпня по вересень 1918 року — голова Медаєвського волосного комітету бідноти Ардатовського повіту Симбірської губернії.
У вересні — грудні 1918 року — слухач комуністичного вузу в Петрограді.
У грудні 1918 — вересні 1919 року — інструктор, у вересні 1919 — травні 1920 року — завідувач відділу Ардатовського повітового управління Симбірської губернії.
У травні — жовтні 1920 року — завідувач загальними роботами Сибірського революційного комітету в Омську.
У жовтні 1920 — червні 1921 року — завідувач відділу Павлодарського повітового управління в Павлодарі.
У серпні 1921 — липні 1922 року — завідувач Ардатовського повітового земельного управління Симбірської губернії. Одночасно в січні 1922 — серпні 1923 року — інструктор Ардатовського повітового комітету РКП(б).
У вересні 1923 — червні 1924 року — слухач повітових курсів партійних робітників при ЦК РКП(б) у Москві.
У липні 1924 — липні 1925 року — інструктор Царицинського (Сталінградського) губернського комітету РКП(б).
У липні 1925 — липні 1926 року — відповідальний секретар Усть-Медведицького окружного комітету РКП(б) Сталінградської губернії.
У січні 1927 — квітні 1928 року — відповідальний секретар 2-го міського районного комітету ВКП(б) міста Сталінграда.
У травні — вересні 1928 року — відповідальний секретар 3-го міського районного комітету ВКП(б) міста Сталінграда.
У вересні 1928 — травні 1930 року — голова Сталінградської окружної контрольної комісії ВКП(б) — робітничо-селянської інспекції.
У травні — грудні 1930 року — заступник голови Нижньо-Волзької крайової контрольної комісії ВКП(б) — робітничо-селянської інспекції в місті Саратові.
У грудні 1930 — липні 1932 року — голова Нижньо-Волзької крайової контрольної комісії ВКП(б) — робітничо-селянської інспекції.
У липні 1932 — лютому 1934 року — голова Івановської обласної контрольної комісії ВКП(б) — робітничо-селянської інспекції.
У березні 1934 — травні 1937 року — уповноважений Комісії радянського контролю при РНК СРСР по Північно-Кавказькому краю в місті П'ятигорську.
У травні — жовтні 1937 року — уповноважений Комісії радянського контролю при РНК СРСР по Далекосхідному краю в місті Хабаровську.
З листопада 1937 року — в розпорядженні Комісії радянського контролю при РНК СРСР у Москві. З грудня 1937 по травень 1938 року — контролер сільськогосподарської групи Комісії радянського контролю при РНК СРСР. 29 травня 1938 року звільнений від роботи в Комісії радянського контролю при РНК СРСР.
У липні 1938 — січні 1940 року — в.о. начальника інспекції Народного комісаріату землеробства СРСР.
У січні — червні 1940 року — начальник організаційно-колгоспного сектора Народного комісаріату землеробства СРСР.
У червні — листопаді 1940 року — старший інспектор політичного управління, в листопаді 1940 — листопаді 1951 року — начальник адміністративно-цивільного відділу Дальбуду НКВС СРСР у місті Магадані.
З березня 1952 року — персональний пенсіонер у Москві.
Помер 2 лютого 1973 року в Москві. Похований в колумбарії Новодівочого цвинтару Москви.